# Rocaillesockel

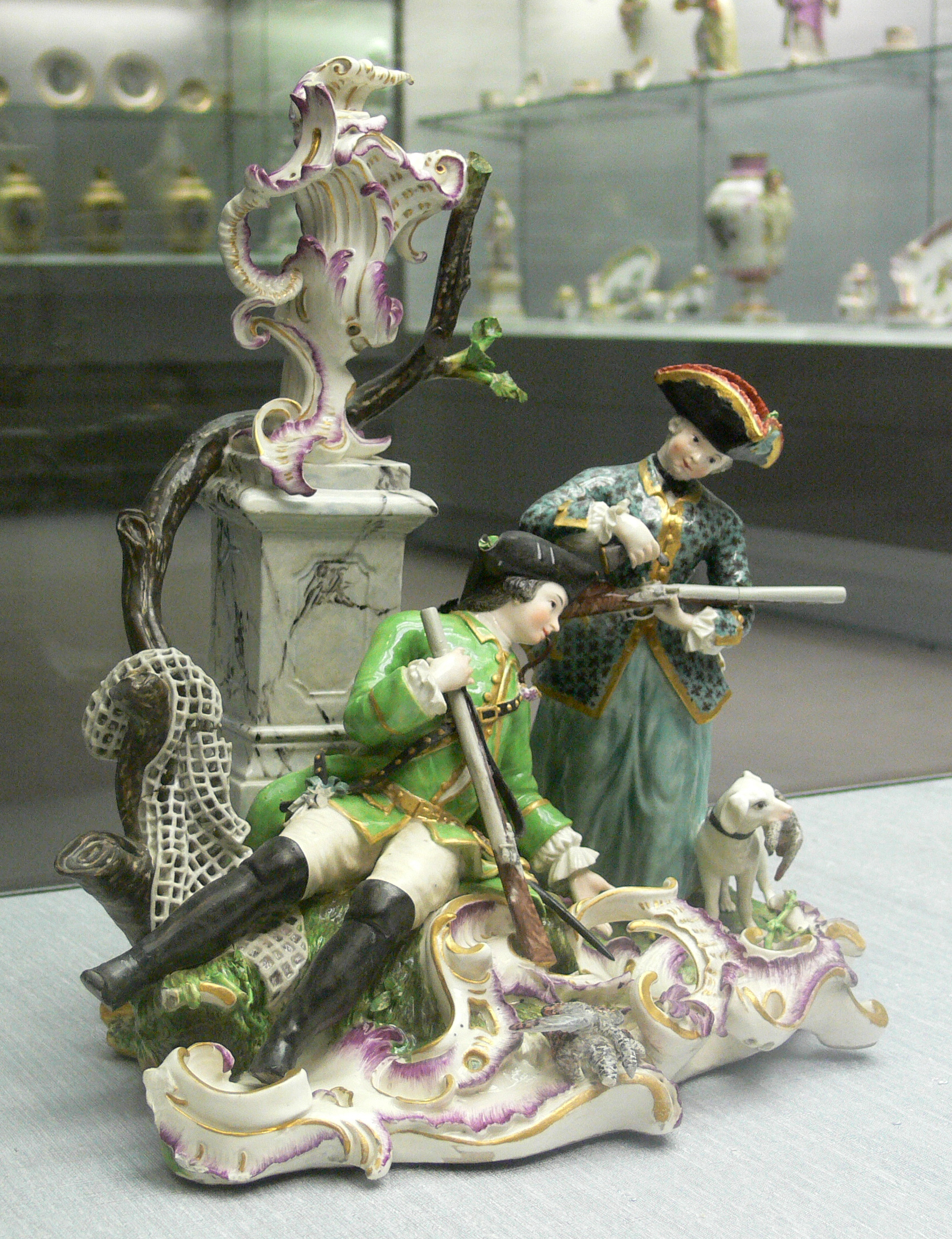
Jagdgruppe aus Porzellan mit Rocaillesockel

Unter einem Rocaillesockel versteht man einen mit asymmetrisch geschwungenen, muschelförmigen und geschweiften Dekorelementen, den so genannten  Rocaillen, verzierten Sockel meist einer Kleinplastik. Er entstand in der Zeit des Rokoko und ist für diese Stilform typisch. 
Rocaillesockel bilden häufig die Standfläche von Porzellanfiguren aus der Zeit zwischen den 30er und 70er Jahren des 18. Jahrhunderts und lösen bei diesen einfachere Vorgängerformen wie den Lebkuchensockel ab, wobei es vielfach vorkam, dass ein bereits vorhandenes, geeignet scheinendes Figurenmodel weiter benutzt wurde und lediglich durch einen neuen Sockel der sich verändernden Mode angepasst wurde.
Aus diesem Grund können sie als Mittel zur Datierung oder zur Herkunftsbestimmung dienen. Ein Beispiel hierfür findet sich in der Arbeit von Emil Heusser zur Geschichte der von dem Straßburger Fayence- und Porzellanhersteller Paul Hannong 1755 in Frankenthal gegründeten Porzellanmanufaktur, in der Heusser die nunmehr mit einem Rocaillesockel ausgestatteten Figuren als Werk der Frankenthaler, die mit einem einfachen Sockel versehenen teilweise identischen Figuren als Werk der Straßburger Werkstatt beschreibt.